# Amitostigma pinguicula
Amitostigma pinguicula är en orkidéart som först beskrevs av Heinrich Gustav Reichenbach och Spencer Le Marchant Moore, och fick sitt nu gällande namn av Rudolf Schlechter. Amitostigma pinguicula ingår i släktet Amitostigma och familjen orkidéer. Inga underarter finns listade i Catalogue of Life.